# Chełm (gemeente)
De gemeente Chełm is een landgemeente in het Poolse woiwodschap Lublin, in powiat Chełmski.
De zetel van de gemeente is in Pokrówka.
Op 30 juni 2004 telde de gemeente 12 525 inwoners.

## Oppervlakte gegevens
In 2002 bedroeg de totale oppervlakte van gemeente Chełm 221,82 km², waarvan:
- agrarisch gebied: 67%
- bossen: 20%

De gemeente beslaat 12,46% van de totale oppervlakte van de powiat.

## Demografie
Stand op 30 juni 2004:
| Omschrijving                   | Totaal | Totaal | Vrouwen | Vrouwen | Mannen | Mannen |
| ------------------------------ | ------ | ------ | ------- | ------- | ------ | ------ |
| eenheid                        | aantal | %      | aantal  | %       | aantal | %      |
| inwoners                       | 12 525 | 100    | 6372    | 50,9    | 6153   | 49,1   |
| bevolkingsdichtheid (inw./km²) | 56,5   | 56,5   | 28,7    | 28,7    | 27,7   | 27,7   |

In 2002 bedroeg het gemiddelde inkomen per inwoner 1115,64 zł.

## Plaatsen
Antonin, Depułtycze Królewskie, Depułtycze Królewskie-Kolonia, Henrysin, Horodyszcze, Horodyszcze-Kolonia, Janów, Józefin, Koza-Gotówka, Krzywice, Krzywice-Kolonia, Nowe Depułtycze, Nowiny, Nowosiółki, Nowosiółki-Kolonia, Ochoża-Kolonia, Okszów, Okszów-Kolonia, Parypse, Podgórze, Pokrówka, Rożdżałów, Rożdżałów-Kolonia, Rudka, Srebrzyszcze, Stańków, Stare Depułtycze, Staw, Stołpie, Strupin Duży, Strupin Mały, Strupin Łanowy, Tytusin, Uher, Weremowice, Wojniaki, Wólka Czułczycka, Zagroda, Zarzecze, Zawadówka, Żółtańce, Żółtańce-Kolonia

## Aangrenzende gemeenten
Chełm, Dorohusk, Kamień, Leśniowice, Rejowiec, Ruda-Huta, Sawin, Siedliszcze, Siennica Różana, Wierzbica